# Äntligen! (TV-serie)
Äntligen! är en svensk komediserie på fyra avsnitt från 2022 som visades under julhelgen samma år. Miniserien har spelats in av skådespelarna bakom Lorry som hade framgångar tillsammans med både TV och film under 1980- och 1990-talet. Serien är baserad på den israeliska TV-serien Stockholm från 2018.

## Bakgrund
Den israeliska författaren Noa Yedlin skrev först boken Stockholm. Den handlar om fem äldre vänner, varav en är professor i ekonomi. Han vet att han kommer att få Sveriges Riksbanks pris i ekonomisk vetenskap till Alfred Nobels minne, även kallat "Nobelpriset i ekonomi", men dör fem dagar innan det hinner offentliggöras. Eftersom priset inte delas ut postumt, annat än om mottagaren avlider mellan offentliggörandet och prisutdelningen, beslutar sig vännerna för att framställa det som att vännen lever under de fem dagarna. Boken blev sedan TV-serie som visades i Israel under 2018 och fick ett gott mottagande internationellt. De fem vännerna spelades av några av de mest populära israeliska skådespelarna under 1980- och 1990-talet och som är starkt förknippade med varandra.
I Sverige valde SVT Drama att skapa en svensk version, som produceras av ITV Sweden Drama. Det svenska manuset är skrivet av Jonna Bolin-Cullberg, som bland annat skrivit manus till Bonusfamiljen,  och Lisa Östberg som skrivit manus till Katinkas kalas. Det regisseras Martin Persson, som bland annat regisserat avsnitt av Wallander och TV-serien Andra åket.
SVT frångick förhållningen att satsa på svenska manus, för att få chansen att arbeta med "Lorry-gänget", skådespelarna Peter Dalle, Claes Månsson, Johan Ulveson, Ulla Skoog, Lena Endre och Suzanne Reuter. Peter Dalle gör rollen som ekonomiprofessor Jacob Widman, som dör innan han officiellt väntas utnämnas till Nobelpristagare.

## Handling
Kerstin Holtblad överhör två personer prata om att hennes ungdomsvän Jacob Widman ska få "Nobelpriset i ekonomi". När hon ska meddela Jacob Widman, som hon också har en kärleksrelation med, hittar hon honom död. Hon samlar ytterligare tre vänner, Inger Lysander, Conny Jansson och Peder Forss, som alla har umgåtts sedan ungdomsåren. De kommer överens om att underlåta att meddela myndigheterna hans död innan Nobelpriset har tillkännagetts fem dagar senare. Enda sättet att få Nobelpriset postumt är att man avlider mellan tillkännagivandet och utdelningen. Att dölja Jacob Widmans död leder till flera förvecklingar när hans egna oavslutade åtaganden och vännernas privatliv kolliderar. När Nobelpriset ska tillkännages är det inte Jacob Widman som tilldelas det, de meddelar myndigheterna att han gått bort och träffas för en öl vid almarna i Kungsträdgården, vars bevarande de var med och demonstrerade för. Där grips de av polis som fått misstankar om att de begått någon form av brott mot griftefriden. I eftertexterna meddelas att de dömdes till dagsböter.

## Roller
- Peter Dalle som Jacob Widman, tilltänkt mottagare av Sveriges Riksbanks pris i ekonomisk vetenskap till Alfred Nobels minne som hittas död.
- Ulla Skoog som Kerstin Holtblad, författare som överhör två personer som talar om att Jacob Widman ska få ekonomipriset.
- Lena Endre som Inger Lysander, Jakob Widmans första fru.
- Claes Månsson som Conny Jansson, kollega till Jacob Widman som inte nått samma framgångar.
- Johan Ulveson som Peder Forss, vän sedan barndomen som hoppade av en akademisk karriär och blev hundmatsfabrikant.
- Suzanne Reuter som Eva Forss, hustru till Peder Forss som inte trivs med de andra i det gamla kompisgänget.

Dessutom framträder Lisa Nilsson och Peter Englund som fiktiva versioner av sig själva.